# Coquitlam
Pour les articles homonymes, voir Coquitlam (homonymie).
Coquitlam est la cinquième cité (city) la plus peuplée de la Colombie-Britannique, au Canada.
La municipalité compte la plus importante communauté francophone de la Colombie-Britannique dans le quartier de Maillardville, fondé par le père Edmond Maillard, un jeune oblat venu de France au début du XXe siècle accompagné de plusieurs dizaines de familles canadiennes-françaises[réf. nécessaire]. Chaque année, les francophones de Colombie-Britannique fêtent leur culture, leur tradition et la langue française durant le festival du bois[réf. nécessaire].

## Démographie
En tant que localité désignée dans le recensement de 2011, Coquitlam a une population de 126 456 habitants dans 45 553 de ses 48 083 logements, soit une variation de 10,4% par rapport à la population de 2006. Avec une superficie de 122,30 km2, cette cité possède une densité de population de 1 034,0 hab/km2 en 2011.
Concernant le recensement de 2006, Coquitlam abritait 114 565 habitants dans 41 239 de ses 43 241 logements. Avec une superficie de 121,69 km2, cette cité possédait une densité de population de 941,5 hab/km2 en 2006.
| 2001    | 2006    | 2011    | 2016    |
| ------- | ------- | ------- | ------- |
| 112 890 | 114 565 | 126 804 | 139 284 |

## Sport
La ville dispose d'un stade omnisports, le Percy Perry Stadium (pouvant servir pour le football canadien, le soccer, la crosse et l'athlétisme).

## Jumelages
- Laizhou (Chine)
- Ormoc (Philippines)
- Paju (Corée du Sud)

## Personnalités lièes
- Nicole Matthews (1987-), catcheuse (lutteuse professionnelle) ;
- Mark Lee (1999-), rappeur et chanteur (NCT U (en), NCT 127, NCT DREAM, NCT 2018) ;
- Tyler Shaw (1993-), chanteur ;
- Mathew Barzal (1997-), hockeyeur professionnel.